# Wolf Alice
Wolf Alice är en engelsk rockgrupp från London. De bildades 2010 som en akustisk duo av sångerskan Ellie Rowsell och gitarristen Joff Oddie och består sedan 2012 också av basisten Theo Ellis och trummisen Joel Amey.
Wolf Alice spelade sin första konsert vid Highbury Garage i december 2010 som förband åt April in the Shade, efter att Ellie Roswell och Joff Oddie träffade bandet på en open mic vid Hope & Anchor i Islington. De gav ut debutsingeln "Fluffy" i februari 2013, följt av "Bros" i maj. I oktober släpptes EP:n Blush och därefter Creature Songs i maj 2014. I februari 2015 släppte bandet singeln "Giant Peach" från deras debutalbum My Love Is Cool, som utgavs i juni 2015. Det innehåller deras 2014 års singel "Moaning Lisa Smile", vilken nådde nionde plats som bäst på Billboard-listan Alternative Songs i augusti 2015 samt nominerades till Grammy Awards för bästa rockuppträdande 2016.

## Diskografi

### Studioalbum
- My Love Is Cool (2015)
- Visions of a Life (2017)
- Blue Weekend (2021)

### EP
- Wolf Alice (2010)
- Blush (2013)
- Creature Songs (2014)